# Brignoliella ratnapura
Espèce
Brignoliella ratnapura est une espèce d'araignées aranéomorphes de la famille des Tetrablemmidae.

## Distribution
Cette espèce est endémique du Sri Lanka.

## Publication originale
- Shear, 1988 : Brignoliella ratnapura, n. sp., and an enigmatic new structure in spiders (Araneae, Tetrablemmidae). Bulletin of the British Arachnological Society, vol. 7, p. 201-203.